# Philosindia inglisiae
Philosindia inglisiae är en stekelart som beskrevs av Hayat 2003. Philosindia inglisiae ingår i släktet Philosindia och familjen sköldlussteklar. Inga underarter finns listade i Catalogue of Life.